# Marguerite Young
Marguerite Vivian Young (26 août 1908 – 17 novembre 1995) est une poétesse, romancière, biographe et critique américaine, auteur de Miss MacIntosh, My Darling.

## Œuvres
- Prismatic Ground (1937)
- Moderate Fable (1944)
- Angel in the Forest: A Fairy Tale of Two Utopias (1945)
- Miss MacIntosh, My Darling (1965)
- Inviting the Muses: Stories, Essays, Reviews (1994)
- Harp Song for a Radical: The Life and Times of Eugene Victor Debs (1999)